# Laura Kästel

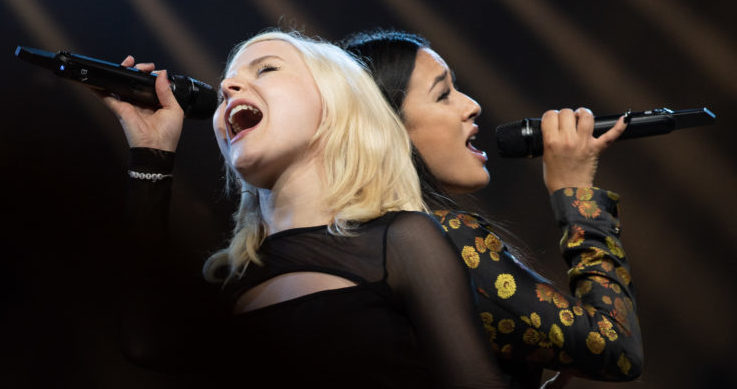
S!sters – Laurita (rechts) mit Carlotta Truman beim ESC 2019

Laura Kästel (* 29. September 1992), auch unter dem Künstlernamen Laurita Spinelli bekannt, ist eine deutsche Sängerin und Casting-Show-Gewinnerin.

## Leben
Kästel wuchs in Königsau als Tochter zweier Berufsmusiker auf, ihre 2017 verstorbene philippinische Mutter Teresa Kästel war Sängerin, ihr Vater ist Keyboarder. Die Popsängerin Jenniffer Kae ist ihre ältere Schwester. 2002 gewann sie den Kiddy Contest mit dem Lied Ich will in die Disco gehn, einer Coverversion des Lieds Crying at the Discoteque von Alcazar. 2004 nahm sie an der zweiten Staffel der Castingshow Star Search teil und erreichte das Halbfinale. Sie war unter anderem Backgroundsängerin bei Konzerten von Lena und Sarah Connor.
2019 stellte der NDR für die deutsche Vorentscheidung zum Eurovision Song Contest das Frauenduo S!sters zusammen, bestehend aus ihr und Carlotta Truman. Sie gewannen und vertraten Deutschland im Mai 2019 beim Wettbewerb in Israel mit dem Lied Sister. Dabei erreichten sie den vorletzten Platz unter den sechsundzwanzig teilnehmenden Ländern. Als einzige Interpreten im Finale bekamen sie in der Publikumswertung null Punkte.
Im Oktober 2020 veröffentlichte sie unter dem Pseudonym Laurita Spinelli ihre erste Solo-Single Stumm, welche beim Label Black Gorillaz erschien.
Kästel lebt in Wiesbaden.

## Diskografie
- 2020: Stumm (als Laurita Spinelli)